# Claire Holt

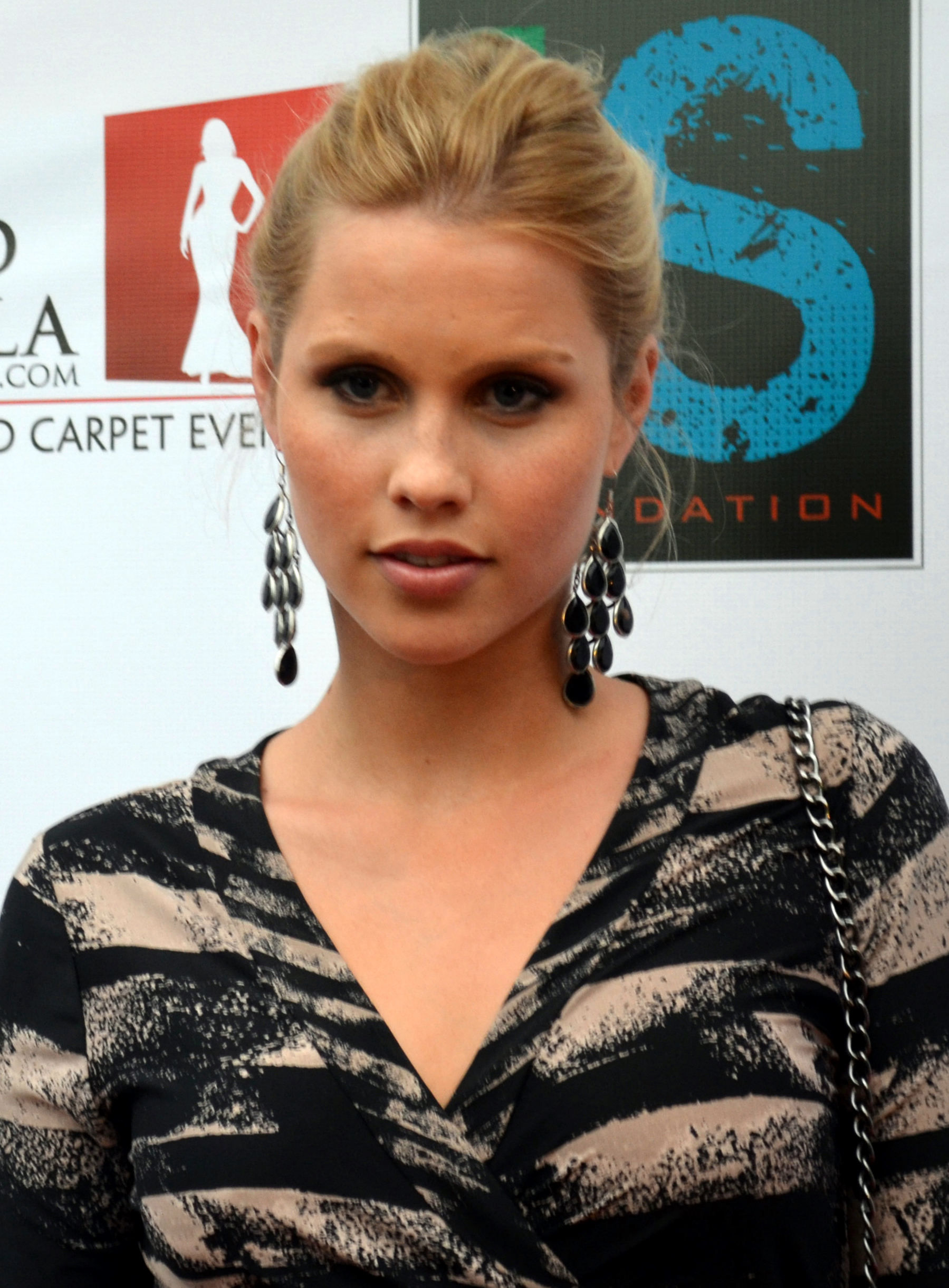
Claire Holt

Claire Holt és una actriu i model australiana, nascuda l'11 de juny de 1988 a Brisbane, Queensland (Australia), i té nacionalitat Australiana i estatunidenca.
Se la coneix per haver interpretat a Rebekah Mikaelson en la sèrie vampiresca The Vampire Diaries, Legacies, i The Originals. També per donar vida a Emma Gilbert en la sèrie H2O: Just Add Water.

## Biografia
Claire Rhiannon Holt és el seu nom complet. Va néixer l'11 de juny de 1988 a Brisbane, Queensland.
El seu pare es diu T John, la seva mare es diu Ann Holt, i té tres germans que són en David, Rachel i Madeline Holt.
Va estudiar i es va graduar a Stuartholme School a Toowong. En la seva joventut va fer natació, voleibol i waterpolo. També va aconseguir el cinturó negre de Tae-Kwon-Do, i va participar en el cor de l'escola. Té talent musical; sap tocar la guitarra i el piano, i té una bonica veu.

## Carrera
Claire Holt va començar en el món de l'actuació a participar en campanyes publicitàries per nombrosos companys com Sizzlers, Queensland Lifesaving i Dreamworld.
El seu primer treball com a actriu va ser en el 2006, representant a Emma Gilbert en la sèrie H2O: Just Add Water. Aquesta sèrie va guanyar el premi Lògies i un Nickelodeon Kids Choice Awards Australia.
En el 2007 va aconseguir el paper principal, com a Lindsey Rollins, en la pel·lícula de terror The Messengers 2. La pel·lícula va ser rodada a Bulgària i va ser estrenada per DVD el 21 de juny de 2009.
En el 2011 va interpretar a Chastity Meyer en la sèrie Mean Girls 2. En el mateix any també va aparèixer com personatge secundari en la sèrie Pretty Little Liars, on va interpretar a Samara Cook.
En el 2011, també va interpretar a Rebekah Mikaelson en la tercera temporada de The Vampire Diaries, fins al 2014.
En el 2013 va tornar a interpretar a Rebekah Mikaelson en la sèrie The Originals. Holt va deixar la sèrie l'11 de març de 2014, però poc després va tornar a la sèrie com a personatge recurrent, és a dir, que no sortia tant el seu personatge com en les temporades anteriors.
Posteriorment, en el 2015, es va unir al repartiment de la pel·lícula Aquarius, en la qual interpreta a Charmain Tully. I a finals de 2016 va anunciar que es va unir al pertinent de The Divorce Party.
A finals de 2017 es va unir al repartiment d'Irreplaceable You. En 2017 Claire va co-protagonitzar amb Dustin Lynch al video musical de Small Town Boy. També forma part del repartiment principal de Doomsday, on interpreta Kayla. En el mateix any va interpretar el paper principal com a Kate, en la pel·lícula 47 Meters Down.
En 2017, Claire també va anunciar que formaria part del repartiment principal de Wolf In The Wild. I seguidament, l'agost del mateix any Holt es va unir al repartiment de Becoming.

## Vida privada
En el 2015 va començar una relació amb Matt Kaplan, seguidament en el 2016 va anunciar el seu compromís, i en l'any següent la seva relació va acabar.
El 3 de desembre de 2017 va anunciar el seu compromís amb l'empresari Andrew Joblon, i el 18 d'agost de 2018 es va casar amb ell. El 28 de març de 2019 va néixer el seu primer fill, James Joblon.

## Filmografia
| PEL·LÍCULES |                                 |                 |                 |
| ANY         | TÍTOL                           | PERSONATGE      | PERSONATGE      |
| 2009        | The Messengers 2: The Scarecrow | Lindsey Rollins | Paper principal |
| 2011        | Mean Girls 2                    | Chastity Meyer  | Paper principal |
| 2012        | Blue Like Jazz                  | Penny           | Paper principa  |
| 2016        | 47 Meters Down                  | Kate            | Paper principal |
| 2016        | The Divorce Party               | Susan           | Paper principal |

| SERIES      |                     |                   |             |
| ANY         | TÍTOL               | PERSONATGE        | CAPÍTOLS    |
| 2006 - 2008 | H2O: Just Add Water | Emma Gilbert      | 1 capítols  |
| 2011        | Pretty Little Liars | Samara Cook       | 5 capítols  |
| 2011 - 2014 | The Vampire Diaries | Rebekah Mikaelson | 38 capítols |
| 2013 - 2018 | The Originals       | Rebekah Mikaelson | 29 capítols |
| 2015 - 2016 | Aquarius            | Charmain Tully    | 26 capítols |
| 2017        | Doomsday            | Kayla Greene      | —           |

| VÍDEOS MUSICALS |                     |                |              |
| ANY             | ARTISTA             | CANÇÓ          | NOTES        |
| 2014            | The Madden Brothers | We Are Done    | Cameo        |
| 2017            | Dustyn Lynch        | Small Town Boy | Protagonista |

## Premis i nominacions
Va ser nominada en el "Teen Choice Awards", el 18 de juny de 2014 pel seu treball com a actriu, interpretant Rebekah Mikaelson a "The Originals".